# Comité de gouvernement
Les Comités de gouvernements sont chargés d'exercer le pouvoir exécutif dans leur domaine. Ils sont réorganisés en septembre 1794 par la Convention.
- Le comité des finances
- Le comité de législation
- Le comité d'instruction publique
- Le comité d'agriculture et des arts
- Le comité de commerce et d'approvisionnement
- Le comité des travaux publics, mines et carrières, des transports, postes et messageries
- Le comité militaire
- Le Comité de la marine et des colonies
- Le comité de secours publics
- Le comité de division
- Le Comité des procès-verbaux
- Le Comité des décrets et des archives, des pétitions, correspondances et dépêches
- Le Comité des inspecteurs du Palais national.